# Mouche (Schießsport)
Unter Mouche (französisch für „Fliege“) versteht man im Scheibenschießen den innersten Bereich der Schießscheibe, je nach Punktzahl auch Innenzehner oder Innenfünfer genannt. Ebenfalls als Mouche bezeichnet wird ein Treffer in diesem Bereich.